# Mora (Portogallo)
Mora ('mɔɾɐ) è un comune portoghese di 5 788 abitanti situato nel distretto di Évora.

## Società

### Evoluzione demografica
| Popolazione di Mora (1801 – 2004) | Popolazione di Mora (1801 – 2004) | Popolazione di Mora (1801 – 2004) | Popolazione di Mora (1801 – 2004) | Popolazione di Mora (1801 – 2004) | Popolazione di Mora (1801 – 2004) | Popolazione di Mora (1801 – 2004) | Popolazione di Mora (1801 – 2004) | Popolazione di Mora (1801 – 2004) |
| --------------------------------- | --------------------------------- | --------------------------------- | --------------------------------- | --------------------------------- | --------------------------------- | --------------------------------- | --------------------------------- | --------------------------------- |
| 1801                              | 1849                              | 1900                              | 1930                              | 1960                              | 1981                              | 1991                              | 2001                              | 2004                              |
| 735                               | 2834                              | 5425                              | 8530                              | 10276                             | 7056                              | 6588                              | 5788                              | 5470                              |

## Freguesias
- Brotas
- Cabeção
- Mora
- Pavia